# Lauter-Bernsbach
Lauter-Bernsbach es un municipio situado en el distrito de Erzgebirge, en el estado federado de Sajonia (Alemania), a una altitud de 400 metros. Su población a finales de 2016 era de unos 9000 habs. y su densidad poblacional, 300 hab/km².